# 30 Winchester für El Diabolo
30 Winchester für El Diabolo ist ein früher Italowestern von Gianfranco Baldanello, dessen Debüt als Regisseur er darstellt. Deutsche Erstaufführung des Filmes war am 25. August 1967. Er wurde auch als 30 Winchester für den Teufel gezeigt.

## Inhalt
Die Bürger von Canyon City werden vom mysteriösen El Diablo und seiner Bande bedrängt, die auch alle Transporte mit wertvoller Fracht und Rindertrecks zu ihren Gunsten zu nutzen wissen. Jeff Benson wird geschickt, um dem Bösewicht das Handwerk zu legen und einen Goldtransport zu sichern. Erschwert wird das durch den Sohn des Sheriffs, der mit El Diabolo zusammenarbeitet; zur Seite steht Benson der tollpatschige Jerry und der reiche Farmer Randall. El Diablo wird von dem hinterlistigen Blacky und seiner Geliebten, der Saloonsängerin Rosario unterstützt. Pamela ist die Tochter der Sheriffs und verliebt sich aber in Benson. Diesem gelingt es, die Bösen zu entlarven, auszuschalten und Pamela zu erobern.

## Kritik
„Mehr schlecht als recht aus altbekannten Klischees gefertigter Italo-Western.“

„(Dass Regisseur Baldanello auch) in den Folgejahren keine herausragende Ware machen sollte, deutet sich hier bereits an in der uninspirierten Weise, in der alte Muster erneut über die Rampe gehievt werden.“

„Langweiliger Billigwestern ohne irgendwelche Höhepunkte.“

„Spanisch-italienischer Western, der seine Schieß- und Raufhändel eher unbeholfen als kernig hervorbringt.“

## Synchronisation
- Ivano Staccioli: Christian Marschall
- José Torres: Wolfgang Hess